# Féretro

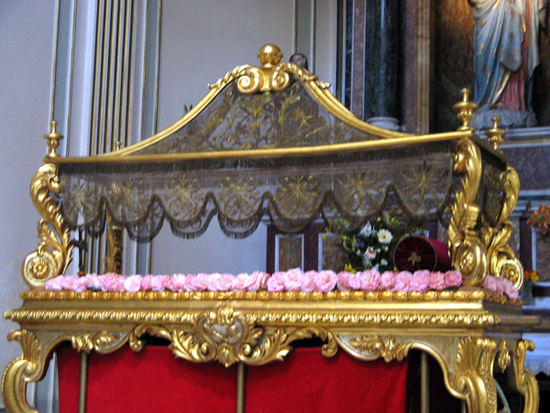

Féretro es un recipiente, rectangular u oblongo, usado para recibir a los difuntos y transportarlos. En la Antigüedad, féretro era el nombre que los antiguos romanos daban a la "léctica" y la "sandápila", especie de andas o camilla de que se servían para conducir a los muertos al lugar de sepultura. También se llamaba así a otro tipo de camilla destinada en las pompas triunfales a contener y llevar todo aquello que podía comunicar mayor realce a la ceremonia, como vasos de oro y plata, imágenes de reyes, etcétera.

## Etimología
Proviene del vocablo latino feretrum, derivado del griego pheretron. Ambas palabras procedían del verbo griego pherein, y servían para designar cualquier ingenio usado para transportar personas o imágenes religiosas como, por ejemplo, camillas, andas, literas o incluso el ataúd o caja en que se transporta un cadáver. Al llegar al castellano, el vocablo adoptó la forma féretro, y limitó su significado al cajón en que se transportan los cadáveres, como puede verse en el texto de 1507 de Antonio Pigafetta, Primer viaje alrededor del mundo.

## Historia

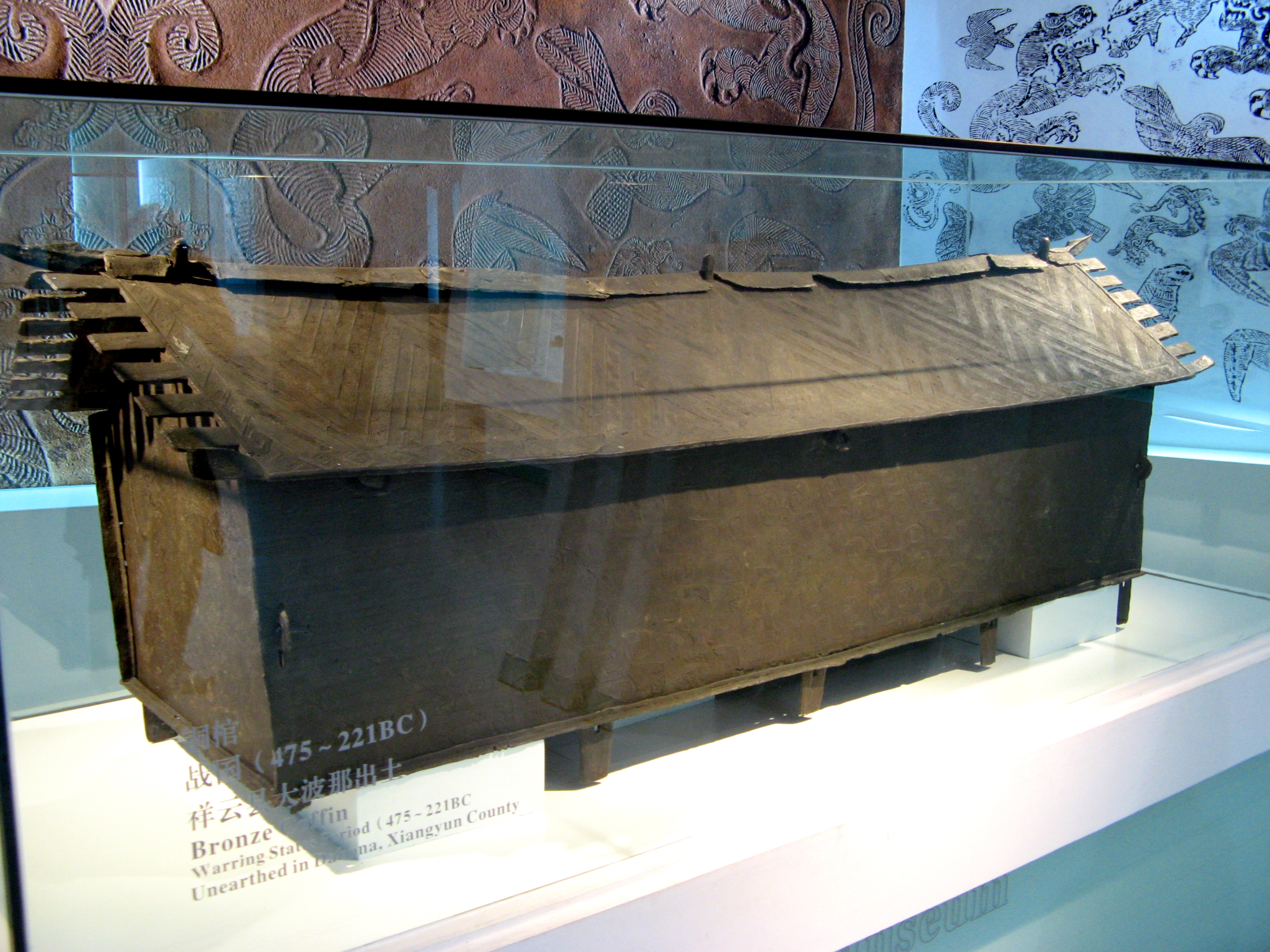
Féretro de bronce del período de los Reinos combatientes.

La evidencia más temprana de restos de féretros de madera, fechada en 5000 a. C., se encontró en la Tumba 4 en Beishouling, Shaanxi, China. Se encontró evidencia clara de un féretro rectangular de madera en la Tumba 152 en un sitio temprano de Banpo. El féretro de Banpo pertenecía a una niña de cuatro años; mide 1,4 m por 0,55 m y 3–9 cm de grosor. Se han encontrado hasta 10 féretros de madera de la cultura Dawenkou (4100–2600 a. C.) en el sitio de Chengzi, Shandong. El grosor del féretro, determinado por el número de marcos de madera en su composición, también enfatizaba el nivel de nobleza, como se menciona en el  Libro de los Ritos , Xunzi y Zhuangzi. Se han encontrado ejemplos de esto en varios sitios neolíticos: el féretro doble, el más antiguo de los cuales se encontró en la cultura Liangzhu(3400–2250 a. C.) sitio de Puanqiao, Zhejiang, consta de un féretro exterior y otro interior, mientras que el féretro triple, con sus primeros hallazgos de la cultura Longshan (3000–2000 a. C.) sitios de Xizhufeng y Yinjiacheng en Shandong, consta de dos féretros exteriores y uno interior.

## Prácticas

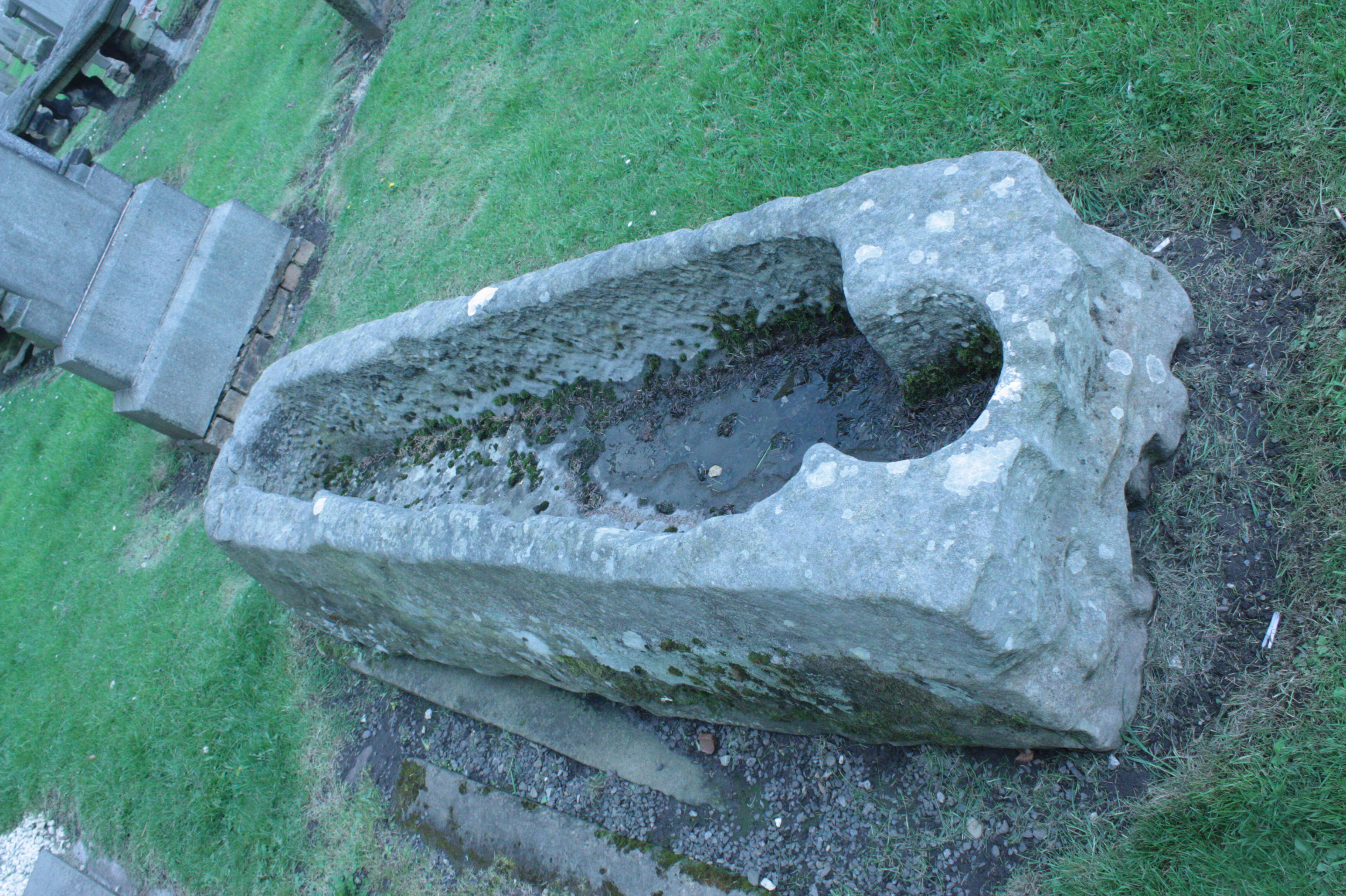
Féretro de piedra liso a medida, de alrededor del.

Un féretro puede ser enterrado directamente en el suelo, colocado en una bóveda de entierro o incinerado. Alternativamente, puede ser sepultado sobre el suelo en un mausoleo, una capilla, una iglesia, o en lóculos dentro de catacumbas. Algunos países practican una forma casi exclusivamente, mientras que en otros puede depender del cementerio del individuo.